# إبراهيم القطان
إبراهيم بن ياسين القطان (1916م - 1984م)، هو أديب وقاضٍ وشاعر ووزير وسفير أردني سابق، درس وتخرج في جامعة الأزهر.

## نشأته وحياته
ولد في عَمّان عاصمة الأردن عام 1916 وتوفي فيها. قضى أغلب حياته في الأردن ومصر، أتم دراسته الابتدائية والإعدادية في مدارس عمان، وفي عام 1931 إلتقى محمد الشنقيطي وعلى يديه تلقى العلوم الشرعية واللغوية مدة أربع سنوات.
رحل إلى القاهرة ليلتحق بكلية الشريعة في جامعة الأزهر محرزًا شهادتها العالمية عام 1939، ثم قضى عامين بمدرسة القضاء الشرعي، فأكمل تخصصه عام 1941.
بعد عودته إلى وطنه عمل رئيسًا لكتاب محكمة عمان الشرعية، وفي عام 1942 عين قاضيًا لمدينة الكرك وبقي فيها حتى عام 1947، ثم عمل مفتشًا (موجهًا) في وزارة المعارف (وزارة التربية والتعليم) لمعلمي الدين واللغة العربية، وظل في هذه الوظيفة حتى عام 1961 لينتقل إلى الشرعية مديرًا لها، وفي عام 1962 عين قاضيًا للقضاة، ثم وزيرًا للتربية والتعليم ثم وزيرًا للتنمية الاجتماعية لمدة أربعة أشهر، ثم عام 1963 حيث افتتح مكتبًا للمحاماة، وفي عام 1967 عين سفيرًا لبلاده في المغرب، ثم في باكستان والكويت وفي عام 1977 عين قاضيًا للقضاة.
كان عضوًا في عدة مجامع لغوية منها مجمع اللغة العربية الأردني، وفي القاهرة وبغداد، كما كان عضوًا في مجمع بحوث الحضارة الإسلامية (مؤسسة آل البيت)، وجمعية الثقافة الإسلامية.

### شعبيته
كان فصيح اللسان ومتمكن في أشعاره كان كذلك دمث الخلق وسمح الوجه كما حظي بأحترام معاصريه لما تميز به من قوة في الشخصية، وغزارة في العلم، وكان واسع الاطلاع، مما أكسبه إعجاب السياسيين والأدباء في زمانه، وكان مقربًا من مجالس الملك الحسن الثاني إبان وجوده سفيرًا في المغرب.

### وفاته
توفي في عام 1984م الموافق 1405 هـ عن عمر يناهز ثمانية وستون عاماً ودفن في عَمّان مسقط ولادته.

## مؤلفاته
- عثرات المنجد
- تيسير التفسير
- النصوص الأدبية
- القواعد الوافية

كما شارك في تأليف أكثر من 30 كتاب مدرسي للتربية الإسلامية واللغة العربية بالإضافة إلى أن له محفوظات وقصائد شعرية.